# Семицветные пески

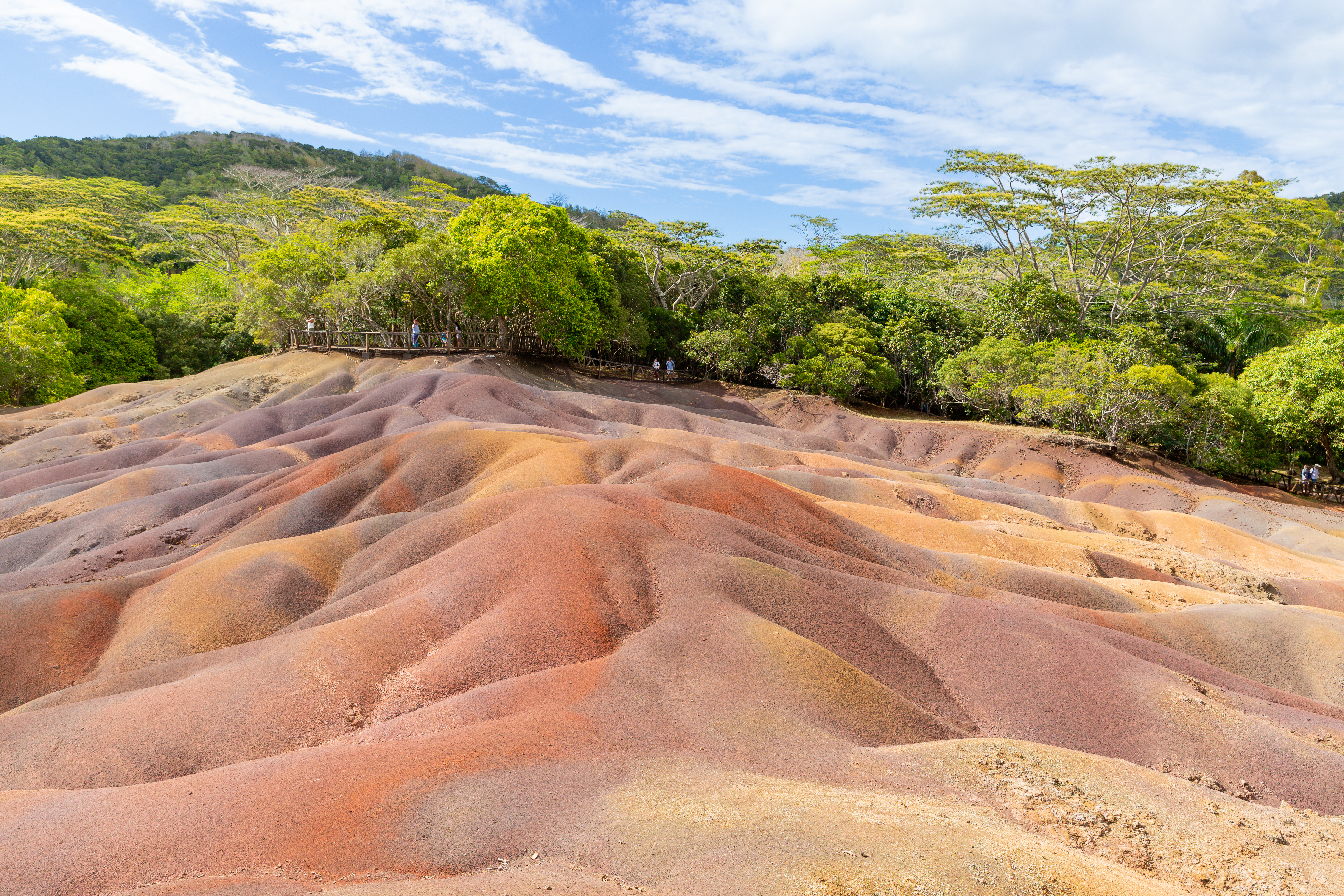
Семицветные пески

Семицветные пески (фр. Terres des Sept Couleurs) — это формация и известная туристическая достопримечательность, расположенная на юго-западе острова Маврикий, рядом с деревней Шамарель. Эту небольшую местность занимают песочные дюны, состоящие из песков семи различных цветов (красный, коричневый, фиолетовый, зелёный, голубой, пурпурный и жёлтый). Примечательным является то, что эти пески этих цветов случайным образом расположились в разных слоях, и дюны, раскрашенные в разные цвета, кажутся сюрреалистичными. Этот феномен также наблюдается в небольшом масштабе: если смешать две горсти разных оттенков, в конечном счете они всё равно разделятся по цветовым спектрам. Также примечательно, что дюны не подвергаются эрозии несмотря на проливные тропические дожди Маврикия.
Пески образовались из базальта (эффузивной горной породы) в глину, превратившуюся затем в ферраллитную почву из-за полного гидролиза. Алюминий и железо, два основных компонента, придают сине-багрянистый и красно-чёрный цвет, соответственно. Считается, что различие оттенков является следствием охлаждения расплавленных вулканических пород при разных внешних температурах. Но до сих пор не понятно, почему они не смешивались.
Место стало туристической достопримечательностью в 1960-х годах. Территория принадлежит компании Bel Ombre Sugar Estate, которая занимается выращиванием сахарного тростника. Компания за небольшую плату организовывает экскурсии к этой достопримечательности. Сейчас дюны огорожены деревянной изгородью, проход за которую запрещен.